# Алжирська експедиція (1516)
Алжирська експедиція 1516 року — невдала військова кампанія Іспанської імперії та шейха Тенеса з метою повалення Османського володіння в Алжирі на чолі з братами Аруджем та Хизиром Барбаросса.

## Передумови
У 1510 році, за часів правління короля Фернандо II, іспанці утвердилися на невеликому острівці Пеньйон-де-Алжир, що знаходився в морі навпроти міста Алжир на африканському узбережжі Середземного моря та змусили місцевого дрібного правителя — еміра Саліма аль-Тумі укласти договір про визнання васалітету і сплату данини. На острові Пеньйон-де-Алжир іспанці збудовали фортецю та розмістили гарнізон із 200 осіб. Після смерті короля Фернандо II в січні 1516 року, Салім аль-Тумі запросив відомих берберських корсарів, братів Арудж-реїса і Хизир-реїса (майбутній Хайр Ад-дін Барбаросса) допомогти йому позбутись іспанців. Арудж, що прибув до Алжиру з допоміжним османським військом, особисто вбив Саліма, пояснюючи це його співпрацею з іспанцями, захопив владу в Алжирі і оголосив себе місцевим султаном.
Іспанців не влаштовувала заміна їхнього вассала на відомих своєю неприязню до іспанців османських корсарів і разом із шейхом Тенеса вони узгодили план по вигнанню Аруджа разом з османською залогою з Алжира і заміні його сином убитого еміра.

## Експедиція
На початку осені 1516 року іспанський флот з армією вторгнення відплив до Алжиру. Іспанські сили складались з 10 або 15 тис. солдат, яким мали допомагати 10 тис. маврів з Тенесу. Сили Аруджа, що складались з берберських корсарів і невеликого османського загону налічували лише біля 1,5 тис. чоловік.
В дорозі іспанський флот потрапив в шторм і зазнав суттєвих втрат. Тим не менш, 30 вересня 1516 року Дієго де Вера висадився на узбережжі неподалік Алжиру із залишками свого експедиційного корпусу. Розділившись на чотири колони, іспанська армія підійшла до міста і зупинилася, готуючись до штурму. В цей час на ослаблених штормом іспанців напали сили Арудж-реїса, підтримані місцевими союзниками з емірату Куку. Іспанці були розбиті і змушені рятуватись втечею на кораблі.
Іспанці зазнали втрат у розмірі 3000 вбитих або поранених і 400 полонених. Всього разом із загиблими на морі було втрачено біля 8 тисяч чоловік. Алжирські війська зазнали незначних втрат.

## Наслідки
Через місяць проти Аруджа спробував виступити заянідський правитель портового міста Тенес, однак Арудж розбив і його армію та забрав Тенес під свою владу.
Невдала Алжирська експедиція 1516 року не зупинила спроб іспанців вибити османських найманців з Алжиру. Через 3 роки імператор Карл V Габсбург здійснив ще одну спробу захопити Алжир, надіславши нову експедицію на чолі з віце-королем Сицилії Уго де Монкада, яка також закінчилась поразкою іспанців.